# Yardley Gobion
Yardley Gobion – wieś w Anglii, w hrabstwie Northamptonshire, w dystrykcie (unitary authority) West Northamptonshire. Leży 16 km na południe od miasta Northampton i 84 km na północny zachód od Londynu. W 2007 miejscowość liczyła 1374 mieszkańców.